# Anna Drijver
Anna Drijver (L'Aia, 1º ottobre 1983) è un'attrice e modella olandese.

## Biografia
Modella dall'età di quattordici anni, nel 2012 è apparsa nel ruolo di Ava Gardner nella miniserie televisiva di  Rai 1 Walter Chiari - Fino all'ultima risata, dedicata alla figura del popolare attore Walter Chiari (che a Gardner fu unito da una tempestosa storia d'amore). Diplomata alla Theaterschool di Amsterdam, è anche interprete teatrale. Nel 2010 è stata ambasciatrice della Ubuntu Theatre Organization.

## Filmografia parziale
- Feestje! (2004)
- Flirt (2005)
- Gadjé (2005)
- Impasse (2005)
- Het schnitzelparadijs (2005)
- Bride Flight (2008)
- Stella's oorlog (2009)
- Komt een vrouw bij de dokter (2009)
- Loft (2010)
- Bellicher; de Macht van meneer Miller (2010)
- Tony Tien (2011)
- Levenslied - serie TV, 20 episodi (2011-2013)
- Love Life - Liebe trifft Leben (2011)
- Walter Chiari - Fino all'ultima risata - miniserie TV (2012)
- Undercover - serie TV, 14 episodi (2019-2020)
- Knokke Off - serie TV (2023 - )